# NK Tabor Sežana
Nogometni klub Tabor Sežana (normalt bare kendt som Tabor Sežana) er en slovensk fodboldklub fra byen Sežana.
Klubben spiller i landets bedste liga, og har hjemmebane på Stadion Rajko Štolfa. Klubben blev grundlagt i 1923.

## Historiske slutplaceringer
| Sæson   | Niveau | Liga     | Placering | Kilder |
| ------- | ------ | -------- | --------- | ------ |
| 2017-18 | 2.     | 2. liga  | 7.        | [ 1 ]  |
| 2018-19 | 2.     | 2. liga  | 2.        | [ 2 ]  |
| 2019-20 | 1.     | PrvaLiga | 7.        | [ 3 ]  |
| 2020-21 | 1.     | PrvaLiga | 6.        | [ 4 ]  |
| 2021-22 | 1.     | PrvaLiga | 9.        | [ 4 ]  |